# Port of Tauranga Half Ironman

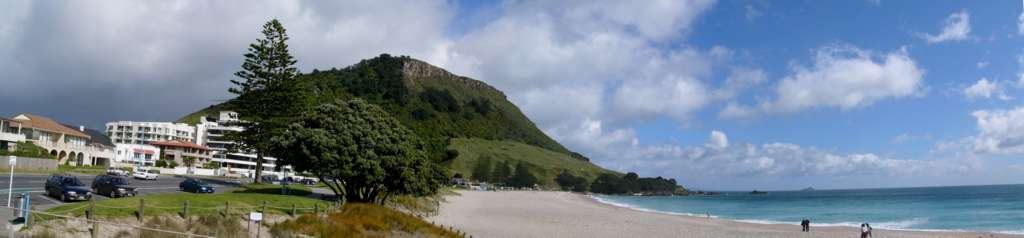
Mount Maunganui im Tauranga-Distrikt

Port of Tauranga Half Ironman war von 1990 bis 2012 der Name einer Triathlon-Sportveranstaltung in Neuseeland.

## Organisation
Jährlich im Januar wurde in Tauranga, an der Nordostküste der neuseeländischen Nordinsel, seit 1990 der Port of Tauranga Half Ironman ausgetragen. Dieser Triathlon-Bewerb ging über die Distanzen 2 Kilometer Schwimmen, 90 Kilometer Radfahren und 21,1 Kilometer Laufen und entspricht somit der Ironman 70.3-Distanz. Hier wurden schon mehrfach die neuseeländischen Nationalmeisterschaften auf der Mitteldistanz ausgetragen.

Den Streckenrekord bei den Männern hält Nathan Richmond mit 3:47:54 Stunden (2006) und bei den Frauen die Neuseeländerin Samantha Warriner mit 4:10:47 Stunden (2009).
Die vorerst letzte und 23. Austragung fand hier am 7. Januar 2012 statt. Der Neuseeländer Cameron Brown konnte hier seinen bereits neunten Sieg erzielen und Joanna Lawn erreichte den vierten Sieg bei den Frauen.
Seit 2013 wird die Veranstaltung unter dem Namen Ironman 70.3 Auckland fortgeführt.
2015 gab es wieder eine Austragung als „Port of Tauranga Half Ironman“ und der Australier Craig Alexander konnte hier seinen zweiten Sieg nach 2005 erzielen.

## Ergebnisse
| Datum/Jahr    | Männer              | Männer          | Männer          | Frauen                | Frauen           | Frauen            |
| Datum/Jahr    | Erster Platz        | Zweiter Platz   | Dritter Platz   | Erster Platz          | Zweiter Platz    | Dritter Platz     |
| ------------- | ------------------- | --------------- | --------------- | --------------------- | ---------------- | ----------------- |
| 11. Jan. 2015 | Craig Alexander -2- | Braden Currie   | Cameron Brown   | Gina Crawford         | Michelle Bremer  | Julia Grant       |
| 7. Jan. 2012  | Cameron Brown -9-   | Callum Millward | Tim Berkel      | Joanna Lawn -4-       | Hannah Lawrence  | Tamsyn Hayes      |
| 8. Jan. 2011  | Graham O’Grady      | Callum Millward | Cameron Brown   | Joanna Lawn -3-       | Anna Cleaver     | Janine Simpson    |
| 9. Jan. 2010  | Michael Poole       | James Bowstead  | Tim Berkel      | Samantha Warriner -3- | Caroline Steffen | Rebekah Keat      |
| 6. Jan. 2009  | Duncan Milne        | Cameron Brown   | James Bowstead  | Samantha Warriner -2- | Joanna Lawn      | Michelle Simpson  |
| 2008          | Kieran Doe          | Cameron Brown   | Nathan Richmond | Kate Bevilaqua        | Joanna Lawn      | Gina Ferguson     |
| 5. Jan. 2007  | Cameron Brown -8-   | Duncan Milne    | James Bowstead  | Joanna Lawn -2-       | Anna Hamilton    | Gina Ferguson     |
| 2006          | Nathan Richmond     |                 |                 | Joanna Lawn -1-       |                  | Rebekah Keat      |
| 2005          | Craig Alexander -1- |                 |                 | Samantha Warriner -1- |                  |                   |
| 2004          | Cameron Brown -7-   |                 |                 | Rebekah Keat -3-      |                  |                   |
| 7. Jan. 2003  | Cameron Brown -6-   | Craig Watson    | Kieran Doe      | Rebekah Keat -2-      | Nicole Cope      | Evelyn Williamson |
| 2002          | Cameron Brown -5-   |                 |                 | Rebekah Keat -1-      |                  |                   |
| 2001          | Cameron Brown -4-   |                 |                 | Nicole Cope           |                  |                   |
| 9. Jan. 2000  | Cameron Brown -3-   | Peter Clode     | Scott Ballance  | Robin Rooke           | Nicole Cope      | Karyn Ballance    |
| 1999          | Cameron Brown -2-   |                 |                 | Karyn Ballance -2-    |                  |                   |
| 1998          | Cameron Brown -1-   |                 |                 | Heidi Alexander       |                  |                   |
| 1997          | Tony O’Hagan -3-    |                 |                 | Karyn Mills -1-       |                  |                   |
| 1996          | Walter Thorburn     |                 |                 | Jenny Rose            |                  |                   |
| 1995          | Scott Ballance      |                 |                 | Sue Clark -2-         |                  |                   |
| 1994          | Tony O’Hagan -2-    |                 |                 | Sue Clark -1-         |                  |                   |
| 1993          | Frank Clarke        |                 |                 | Megan Robertson -2-   |                  |                   |
| 1992          | Tony O’Hagan -1-    |                 |                 | Megan Robertson -1-   |                  |                   |
| 1991          | Dave Bradding       |                 |                 | Corie Lyons           |                  |                   |
| 1990          | Scott Ballance      |                 |                 | Karen Williams        |                  |                   |